# José de Matos Pereira
José de Matos Pereira CMF (* 6. Januar 1918 in Taiúva, Bundesstaat São Paulo, Brasilien; † 12. August 1976) war ein brasilianischer Ordensgeistlicher und römisch-katholischer Bischof von Barretos.

## Leben
José de Matos Pereira trat der Ordensgemeinschaft der Claretiner bei und empfing am 18. September 1945 das Sakrament der Priesterweihe.
Papst Paul VI. ernannte ihn am 25. April 1973 zum ersten Bischof des neuerrichteten Bistums Barretos. Der Bischof von Jaboticabal, José Varani, spendete ihm am 6. Juni desselben Jahres die Bischofsweihe; Mitkonsekratoren waren die Weihbischöfe Benedito de Ulhôa Vieira und Lucas Moreira Neves OP aus São Paulo. Die Amtseinführung im Bistum fand drei Tage später statt. Sein bischöflicher Wahlspruch war „O amor de Cristo nos une“ (Die Liebe Christi vereint uns).